# Densidade de estados
Em física estatística e física da matéria condensada, densidade de estados (DOS, do inglês density of states) é a propriedade que quantifica quão proximamente "empacotado" em níveis de energia está um sistema mecânico quântico. Um DOS alto em um nível específico de energia significa que há muitos estados disponíveis para ocupação. Um DOS nulo, zero, significa que nenhum estado pode ser ocupado em um nível de energia.

## Explanação
Ondas, partículas comportando-se como ondas, podem somente existir dentro de sistemas mecânico quânticos (MQ) se propriedades do sistema seguem a ondulação existente. Em alguns sistemas, o espaçamento interatômico e a carga atômica do material segue somente elétrons de certos comprimento de onda existentes. Em outros sistemas. a estrutura cristalina do material leva ondas a se propagar em somente uma direção, enquanto suprime a propagação de ondas em outra direção. Ondas em um sistema MQ tem comprimentos de onda específicos e podem propagar-se em direções específicas, e cada onda ocupa um diferente modo,ou estado. Devido a muitos destes estados terem o mesmos comprimentos de onda, entretanto dividirem a mesma energia, podem existir muitos estados disponíveis em certos níveis de energia, enquanto nenhum estado é disponível em outros níveis de energia.
Por exemplo, a densidade de estados para elétrons em um semicondutor é mostrada em vermelho na Fig. 2. Para elétrons na fronteira da faixa de condução, muito poucos estados estão disponíveis para o elétron ocupar. A medida que o elétron aumenta em energia, a densidade de estados do elétron aumenta e mais estados tornam-se disponíveis para ocupação. Entretanto, porque não há estados disponíveis para elétrons ocuparem dentro da faixa de abertura, elétrons na fronteira da faixa de condução devem perder pelo menos {\displaystyle E_{g}} de energia de maneira a realizarem a transição a outro estado disponível.
A densidade de estados pode ser calculada para elétrons, fótons, ou fónons em sistemas MQ. É usualmente notado com um dos símbolos g, {\displaystyle \rho }, n, ou N. É uma função g(E) da energia interna E, na qual a expressão g(E) dE representa o número de estado com energias entre E e E+dE.
Para converter entre energia e vetor de onda, a relação específica entre E e k deve ser conhecida. Por exemplo, a fórmula para elétrons é
{\displaystyle E={\frac {(\hbar k)^{2}}{2m}}}
E para fótons, a fórmula é
{\displaystyle E=\hbar ck}
Pode também ser escrito como uma função da frequência angular {\displaystyle \omega }, a qual é proporcional à energia. A densidade de estados é usada extensivamente em física da matéria condensada, onde pode referir-se ao nível de energia dos elétrons, fótons ou fônons em um sólido cristalino. Em sólidos cristalinos, há frequentemente níveis de energia onde a densidade dos estados dos elétrons é zero, o que significa que os elétrons não podem ser excitados a estas energias. A densidade dos estados também ocorre na regra dourada de Fermi, a qual descreve quão rápido as transições mecânico quânticas ocorrem na presença de uma perturbação.
Num sistema tridimensional, a densidade de estados em espaço recíproco (espaço k) é
{\displaystyle G(k)\,dk={\frac {nV}{2\pi ^{2}}}\,k^{2}\,dk,}
onde V é o volume e n o número de pontos de ramificação que existem para um único valor de k. Estes pontos de ramificação são por exemplo o spin-acima e spin-abaixo estados para elétrons, as polarizações de fótons, e os modos longitudinais ou transversais para fônons.

## Materiais cristalinos
Dado que em materiais (cristalinos), o número de escalas varia linearmente com o volume, uma diferente definição de densidade de estados é algumas vezes usada, na qual g(E) ou g(k) é o número de estados por unidade de energia (vetor onda) e por unidade de volume ou por unidade de célula da grade.
Em um material cristalino, onde os estados mecânico quânticos podem ser descritos em termos de seus vetores de onda k, a densidade dos estados como uma função de k é não dependente das propriedades do material. Das condições periódicas segue que em um volume arbitrário {\displaystyle V=L^{3}}, somente vetores k são mantidos satisfazendo
{\displaystyle (k_{x},k_{y},k_{z})={\frac {2\pi }{L}}(n_{x},n_{y},n_{z}),}
onde {\displaystyle n_{i}} são inteiros positivos ou negativos arbitrários. Usando
{\displaystyle |k|^{2}=k_{x}^{2}+k_{y}^{2}+k_{z}^{2},}
pode ser derivado que para uma matriz tridimensional o número de estados G(k) dk entre k e k+dk é
{\displaystyle G(k)={\frac {Vk^{2}}{2\pi ^{2}}}}
para um único caso.
Em sólidos, a relação entre E e k é geralmente muito complexa e dependente do material. Se a relação é conhecida, a expressão para a densidade dos estados é
{\displaystyle g(E)=G(k(E)){\frac {dk}{dE}}.}
A relação acima é somente significativa se a energia somente depende da manitude {\displaystyle |k|} do vetor k.

## Aplicações

### Cristais fotônicos
A densidades de estados fotônica pode ser manipulada pelo uso de estruturas periódicas com escalas de comprimento da ordem do comprimento da luz. Algumas estruturas podem inibir completamente a propagação da luz de certos comprimentos de onda, causando a criação de uma faixa de abertura. Outras estruturas podem inibir a propagação da luz em certas direções, criando guias de onda fotônicos. Estes dispositivos são conhecidos como cristais fotônicos.